# عرناس
العُرناس أو القراز (الاسم العلمي:Crax) هو جنس من الطيور يتبع فصيلة القرازية من رتبة الدجاجيات.

## أنواع القراز
- قراز أحمر المنقار (الاسم العلمي:Crax blumenbachii)
- قراز أزرق المنقار (الاسم العلمي:Crax alberti)
- قراز أصفر المنقار (الاسم العلمي:Crax daubentoni)
- قراز أسود (الاسم العلمي:Crax alector)
- قراز ضافر (الاسم العلمي:Crax globulosa)
- قراز عاري الوجه (الاسم العلمي:Crax fasciolata)
- قراز كبير (الاسم العلمي:Crax rubra)